# District de Bumehen
Le district de Bumehen (Persan : بخش بومهن) se trouve dans le comté de Pardis, province de Téhéran, Iran. Sa capitale est la ville de Bumahen.

## Histoire
Après le recensement national de 2011, les villes de Bumehen et de Pardis, ainsi que la plupart du district rural de Siyahrud, ont été séparées du comté de Téhéran lors de la création du comté de Pardis, qui a été divisé en deux districts de deux districts ruraux chacun, avec Pardis comme capitale.
Après le recensement de 2016, le district rural de Taherabad a été créé dans le district de Bumahen, et les districts ruraux de Karasht et Pardis en ont été séparés lors de la formation du district central.

### Démographie

#### Population
Lors du recensement de 2016, la population du district de Bumahen était de 159 184 habitants dans 50 482 ménages.
| Divisions administrative | 2016    |
| ------------------------ | ------- |
| Gol Khandan RD           | 1,550   |
| Karasht RD               | 5,237   |
| Taherabad RD             |         |
| Bumahen (ville)          | 79,034  |
| Pardis (ville)           | 73,363  |
| Total                    | 159,184 |
| RD = District Rural      |         |